# Ballader i det blå
Ballader i det blå är en vissamling av Evert Taube utgiven 1948.

## Innehåll
På stranden
- Tillägnan (prosadikt)
- Så skimrande var aldrig havet
- Nocturne

Ballader i det blå
- En ballad om Frans G. Bengtssons spelmän
- Balladen om Viola Brun och spelman Söderlundh
- Vera i Vintappargränd och den italienske musikanten
- Telegrafisten Anton Hanssons vals
- Vals i Valparaiso

Här är den sköna sommar
- Vals i Furusund
- Huldas Karin
- Här är den sköna sommar